# 梓河
梓河，位于中国山东省中南部，是东汶河左岸支流，因两岸多梓树故名。梓河发源于蒙阴县北部岱崮镇北贾庄的后雪山北麓，向东流至上旺村折向南，至沂水县高庄镇南左汇夏蔚河后折向西南，经蒙阴县坦埠镇，于旧寨乡马家良村北入岸堤水库。全长66公里，流域面积895平方公里。途纳十字涧河、良疃河、坦埠河等支流。